# Ochina
Ochina, thường được biết đến với tên the ivy-boring beetles, là một chi bọ cánh cứng bản địa của châu Âu, Cận Đông, và Bắc Phi.

## Hình ảnh

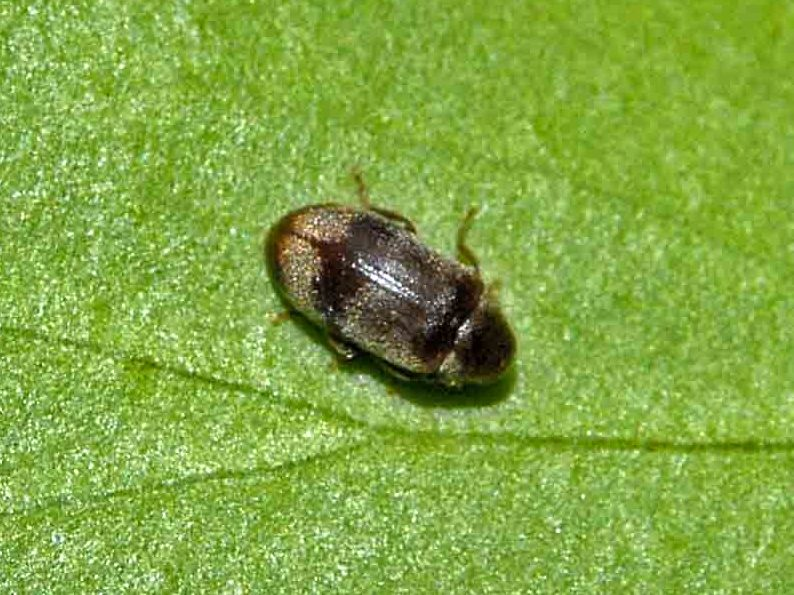